# Gem (Kansas)
Pour les articles homonymes, voir Gem.
Gem est une ville américaine située dans le comté de Thomas, au Kansas. Selon le recensement de 2020, sa population est de 98 habitants.